# Шакеев, Еркеш Кокенович
Еркеш Кокенович Шакеев  (род. 5 мая [7 мая по паспорту] 1962, с. Рузаевка, Целинный край, Северо-Казахстанская область, Казахская ССР, СССР) — казахстанский композитор, поэт-песенник и автор-исполнитель, прошедший путь от бардовских песен и эстрадных хитов до неоклассики, родился 5 мая (7 мая по паспорту) 1962 года в селе Рузаевка, Северо-Казахстанской области, в семье Первого Президента Союза акынов Казахстана, Народного акына Казахстана Кокена Шакеева.
Лауреат 3-й премии Южно-Тихоокеанского международного конкурса песни «Pacific Song Contest» в Австралии в 1999 году (3000 заявок из 40 стран мира), обладатель специальной награды Британской академии композиторов и авторов песен (B.A.C.S.), «Best European Entry» на этом же конкурсе, обладатель Платиновой премии «Тарлан», в разные годы лауреат Всесоюзного теле-фестиваля «Песня Года» (г. Москва, Россия).
Профессиональной музыкой Еркеш Шакеев начал заниматься в 1987 году после победы на Республиканском конкурсе молодых талантов «Жастар Даусы» (1-е место и приз зрительских симпатий). После этой победы он был приглашен на работу в качестве автора-исполнителя в ансамбль «Арай» под руководством Таскына Окапова.
С песнями Еркеша Шакеева выпускались десятки альбомов в исполнении известных казахстанских и российских исполнителей, таких как A’Studio (в трёх составах), Батырхан Шукенов, Ани Лорак, Анита Цой, дуэт «Мюзикола», «Дуэт „L“», группа «Восток», Нагима Ескалиева, группа «Рахат Лукум», Парвиз Назаров, Рахат Турлыханов, Толкын Забирова, Бауржан Исаев, Динара Султан, «Группа 101», и многих других звёзд.
Заслуженный деятель Казахстана (2012).

## Биография
Еркеш Шакеев родился 5 мая 1962 года в селе Рузаевка Кокчетавской области (ныне — район имени Габита Мусрепова, Северо-Казахстанская область).
С 1989 года начал сотрудничество с группой A’Studio, выступив в качестве поэта с такими песнями, как «Солдат любви», «Стоп, ночь», «Белая река», «Сезон дождей», «Эти теплые летние дни», «Fashion Girl», «Душа». Наиболее известной песней его совместного творчества с этой группой стала песня «Нелюбимая» (музыка и слова Е. Шакеева), с которой он стал Лауреатом Всероссийского теле-фестиваля «Песня-95», и которая многие годы побеждала в различных хит-парадах на всей территории СНГ.
В 1991 году Рождественские встречи Аллы Пугачевой заканчивались песней на стихи Е. Шакеева «Остров Надежды» в исполнении звезд российской эстрады (А. Пугачева, В. Пресняков, С. Челобанов, Б. Шукенов и др.)

Еркеш Шакеев на Open-Air-концерте в Кокшетау. 1990-е

С 1995 года Шакеев работал с «Дуэтом „L“» («Донна осень», «Love story», «Алма-Ата»), дуэтом «Мюзикола» в качестве поэта-песенника («Девочка в платьице белом», «Розовый рассвет», «Прощай», «Я не луна»).
В 1996 году записал песню в авторском исполнении «Никому тебя я не отдам» и выпустил авторский альбом «Каньон любви».
В 1997 году написал песню «Крёстная мать» для Парвиза Назарова («Мерси», «Ты Далеко»). Также создал альбом для Толкын Забировой («Сыграй, маэстро, танго», «Елисейские поля», «Ардагым»).
В 1998 году написал песни для Владимира Ступина и продюсировал его участие на Международном конкурсе «Азия Даусы» (1-е место) и Международном конкурсе исполнителей в Памуккале, Турция (2-е место).
В 2000 году Еркеш Шакеев участвовал в международном конкурсе песни «SongExpo» в Голландии и был поощрен специальной медалью.
В 2000 году начал сотрудничество с Рахатом Турлыхановым («Зимние ливни», «Звездные ночи», «Асыл аже», «Daylight between us» — в соавторстве с английским поэтом Барни Пини, продюсеровал Гай Флетчер).
В 2001 году начал сотрудничество с Нурланом Бимурзиным («Она не такая», «Я тебя люблю», «Не расставайся»).
В 2002 году создал проект «Дайана» («Глория», «Анда-санда», «Прилетай»).
С 2002 года писал тексты/музыку для сольного проекта Батырхана Шукенова («Твои шаги», «Ревнивая», «Время любви», «Всё пройдёт», «Кто», «20 минут до рассвета», «Я тебя рисую»).
В 2003 году вышел альбом авторских песен Е. Шакеева «Высота».
В 2006 году песня «Мартовский вечер» на стихи А. Беляева в исполнении Лаймы Вайкуле стала лауреатом телепроекта «Новые Песни о Главном» на телеканале РТР.
В 2007 году Еркеш Шакеев удостоился диплома на теле-фестивале «Песня Года 2007» (г. Москва) за стихи к песне «Бегу к тебе» в исполнении группы A’Studio.
В 2008 году на праздновании 10-летия города Астана песня «Город над рекой!», исполненная узбекским ансамблем «Ялла» (музыка Фарруха Закирова, слова Е. Шакеева), была признана лучшей песней об Астане.
В 2010 году в Москве были выпущены два альбома Батырхана Шукенова и один альбом группы A’Studio «Волны» с музыкой и текстами Еркеша Шакеева. А песня на стихи Е. Шакеева «Fashion girl» в исполнении группы A’Studio стала лауреатом теле-фестиваля «Песня Года 2010» в Москве.
В 2011 году закрытие грандиозного события для страны «Азиада 2010» прошло под песню Е. Шакеева «Азиада-Казахстан».
С 2012 года Еркеш начал сотрудничество с Анитой Цой, Ани Лорак, Лаймой Вайкуле, Жулдыз.
К 20-летию Республики Казахстан Еркеш Шакеев написал песню «Родина моя» (соавтор текста Кайрат Сапарбаев, в исполнении Батырхана Шукенова, Еркеша Шакеева, Нурлана Абдуллина, Андрея Трегубенко и Айкына), которая в 2015 году была исполнена тем же составом на Ассамблее народов Казахстана.
С 1 октября 2012 года по СНГ началась ротация клипа на песню Е. Шакеева «Зажигай сердце» в исполнении Ани Лорак.
Летом 2013 года эта песня стала лауреатом Русской Музыкальной Премии телеканала RU.TV в номинации «Лучшая Движуха».
27 сентября 2013 года в Киеве состоялась презентация нового альбома Ани Лорак «Зажигай Сердце».
7 декабря 2013 года в спортивном комплексе «Олимпийский» в Москве Еркеш Шакеев стал лауреатом ежегодного телефестиваля «Песня Года» с песней «Зажигай сердце» в исполнении Ани Лорак.
15 сентября 2013 года на церемонии вручения премии EMA 2013 Еркеш Шакеев стал победителем в номинации «Лучший композитор». Награду вручал французский шансонье Шарль Азнавур.
26 октября 2013 года казахстанская певица Жулдыз представила свой новый альбом «От сердца» в стиле Classical Crossover, все одиннадцать композиций которого были написаны Еркешем Шакеевым.
С января 2014 года Шакеев в сотрудничестве с музыкантом и дирижёром Маратом Бисенгалиевым началась работа над произведениями Еркеша Шакеева в жанре неоклассики.
В период с 12 мая по 10 июля 2014 года в Лондоне на студиях AIR studios и Abbey Road был записан альбом Inception, полностью состоящий из произведений Е. Шакеева. Запись происходила с участием Лондонского симфонического оркестра.
6 декабря 2014 года Еркеш Шакеев в очередной раз стал лауреатом известного российского телефестиваля «Песня Года» за стихи и музыку к песне «Душа» в исполнении группы A’Studio.
17 января 2015 года в Лондоне в концертном зале St. Luke’s состоялся онлайн-концерт с музыкальными произведениями Еркеша Шакеева в исполнении Лондонского симфонического оркестра и соло виртуоза-скрипача Марата Бисенгалиева при участии главного дирижёра Берлинского Симфонического Оркестра Лиора Шамбадала.
5 февраля 2015 года в Мумбаи (Индия) в оперном театре Jamshed Bhabha Theatre, а также 8 февраля на Mумбайском фестивале искусств Kala Ghoda Open Air музыкальные произведения Еркеша Шакеева исполнили Симфонический Оркестр Индии (СОИ) и Марат Бисенгалиев (соло-скрипка). Услышать музыку казахстанского композитора смогли свыше десяти тысяч зрителей.
18 апреля 2015 года состоялся сольный концерт Еркеша Шакеева «Песни под гитару», на котором он исполнил авторские песни. Также на концерте были исполнены пять произведений Шакеева в жанре неоклассики Государственным симфоническим оркестром «Камерата Казахстана» под управлением Гаухар Мурзабековой (дирижёр Павел Тарасевич).
20 сентября 2015 года на церемонии вручения премии ЕМА 2015 Еркеш Шакеев стал победителем в номинации «За вклад в развитие шоу-бизнеса».
В марте 2016 года на Лондонской студии «Эбби Роуд» Еркеш Шакеев записал альбом Celestial в исполнении британского пианиста Джона Ленехана.
Там же в сентябре 2016 года он записал 17 композиций для виолончели и фортепиано. В записи этих произведений приняли участие британский виолончелист Александер Бэйлли и пианист Джон Ленехан (саунд-продюсером выступил Крис Крэйкер). Альбом задумал и продюсировал сын Еркеша Сафар, который трагически погиб 16 июля 2016 года. Сафар был молодым режиссёром, окончившим американский университет Chapman.
В январе 2017 года Шакеев записал на студии «Эбби Роуд» 18 композиций с London Metropolitan Orchestra и хором London Voices (саунд-продюсер Стив Маклафлин, дирижёр Энди Браун), а в мае записал там же ещё 10 произведений с Королевским Филармоническим Оркестром (саунд-продюсер Крис Крэйкер, дирижёр Ричард Балком).
В 2018 году в Алма-Ате Еркеш Шакеев презентовал альбом в неоклассическом жанре Celestial в исполнении британского пианиста Джона Ленехана.
2 июня 2018 года в лондонском концертном зале Cadogan Hall в исполнении Королевского Филармонического Оркестра состоялась презентация альбома Waves From Heaven.
7 мая 2019 года в Алма-Ате состоялся авторский юбилейный благотворительный концерт в пользу многодетных семей с участием звёзд казахстанской, российской и британской сцены.
Музыку Шакеева исполнили также британская скрипачка Хлоя Хэнслип, хорватский пианист Maxim Mrvica, включивший пьесу «Remember Me» в свой новый альбом New Silk Road, молодой британский пианист Оливер Пул и ряд других исполнителей.
27 мая 2020 года в Соборе Westminster Cathedral должен был состоятся концерт и презентация двух новых альбомов «Wedding Symphony» и «Blossom» в исполнении Лондонского Королевского Филармонического Оркестра (RPO), хора London Voices и дирижёра Michael Bateman, однако из-за пандемии концерт перенесен на 21 апреля 2021 года.
15 июня 2020 года в странах СНГ состоялась премьера песни «Планета» (слова и музыка Е. Шакеева), которую исполнили Еркеш Шакеев и российский исполнитель Александр Иванов.
В июне того же года Шакеев начал сотрудничество с российским джазовым музыкантом Вадимом Эйленкригом.
1 октября 2021 года в тандеме с Эйленкригом был выпущен новый альбом Pier 39, который был презентован 26 октября 2021 года в Московском концертном зале имени П. И. Чайковского, где прошли два концерта Еркеша Шакеева и Вадима Эйленкрига. Из-за пандемии 2020 года работа над альбомом проходила в виртуальном режиме и до концерта в зале им. П. И. Чайковского музыканты ни разу не встречались вживую.
В 2022 году два музыкальных произведения Еркеша Шакеева «Zingarella» и «My Princess» были включены в программу международного фестиваля композиторов в Великобритании — International Composers Festival.

## Личная жизнь
Еркеш Шакеев женат на Шакеевой Жибек Дусановне, отец четверых детей.
Его сын, кинематографист и спортсмен Сафар Шакеев (1991—2016) трагически погиб.

## Награды
- В 2003 году творчество Е. Шакеева было удостоено Платиновой премии «Тарлан».
- 3 сентября 2012 года, присвоено звание Почетного гражданина г. Кокшетау.
- 5 декабря 2012 года, присвоено почетное звание «Заслуженный деятель Казахстана».

## Список изданных песен
| Исполнитель               | Произведение                | Слова                   | Музыка                  |
| ------------------------- | --------------------------- | ----------------------- | ----------------------- |
| А-Студио                  | Нелюбимая                   | Е. Шакеев               | Е. Шакеев               |
| А-Студио                  | 7 небо                      | Е. Шакеев               | Е. Шакеев, Б. Серкебаев |
| А-Студио                  | Fashion Girl                | Е. Шакеев               | А. Саркисян, М. Гладких |
| А-Студио                  | Бегу к тебе                 | Е. Шакеев, Б.Серкебаев  | Неизвестно              |
| А-Студио                  | Белая река                  | Е. Шакеев               | Б. Серкебаев            |
| А-Студио                  | Будь осторожна              | Е. Шакеев               | Б. Шукенов              |
| А-Студио                  | Был мой сон                 | Е. Шакеев               | Б. Серкебаев            |
| А-Студио                  | Вчера                       | Е. Шакеев               | Е. Шакеев               |
| А-Студио                  | Девочка Танго               | Неизвестно              | Е. Шакеев, Б. Серкебаев |
| А-Студио                  | Душа                        | Е.Шакеев, Б. Серкебаев  | Е.Шакеев, Б. Серкебаев  |
| А-Студио                  | Итальянское пальто          | Е. Шакеев               | Б. Серкебаев            |
| А-Студио                  | Корабли Любви               | Е. Шакеев               | Б. Шукенов              |
| А-Студио                  | Летние дни                  | Е. Шакеев               | Б. Серкебаев            |
| А-Студио                  | Летний ливень               | Е. Шакеев               | Б. Серкебаев            |
| А-Студио                  | На крыльях счастья          | Е. Шакеев               | Б. Серкебаев            |
| А-Студио                  | Незнакомка                  | Е. Шакеев               | Б. Серкебаев            |
| А-Студио                  | Освободи мое сердце         | Е. Шакеев               | Б. Серкебаев            |
| А-Студио                  | Осень                       | Е. Шакеев               | Б. Садвакасов           |
| А-Студио                  | Оставляю тебя               | Е. Шакеев               | А. Саркисян             |
| А-Студио                  | Остров Надежды              | Е. Шакеев, В. Миклошич  | Б. Серкебаев            |
| А-Студио                  | Потанцуй со мной            | Е. Шакеев               | Б. Садвакасов           |
| А-Студио                  | Свет неоновых огней         | Е. Шакеев, Б. Серкебаев | Е. Шакеев, Б. Серкебаев |
| А-Студио                  | Свободная птица             | Е. Шакеев               | Б. Серкебаев            |
| А-Студио                  | Сезон дождей                | Е. Шакеев               | Б. Серкебаев            |
| А-Студио                  | Серенада дождя              | Е. Шакеев               | Б. Садвакасов           |
| А-Студио                  | Солдат Любви                | Е. Шакеев               | Б. Серкебаев            |
| А-Студио                  | Стоп, ночь!                 | Е. Шакеев               | Б. Серкебаев            |
| А-Студио                  | Это война                   | Е. Шакеев, Б. Серкебаев | Е. Шакеев, Б. Серкебаев |
| А-Студио                  | Южное солнце                | Е. Шакеев               | Б. Садвакасов           |
| А-Студио                  | Я не забыл                  | Е. Шакеев               | И. Пушкарев             |
| А-Студио                  | Я не твой                   | Е. Шакеев               | Б. Садвакасов           |
| А-Студио                  | Художник                    | Е. Шакеев               | Б. Серкебаев            |
| А-Студио                  | Опустевший пляж             | Е. Шакеев               | Б. Садвакасов           |
| Ани Лорак                 | Зажигай сердце              | Е. Шакеев               | Е. Шакеев               |
| Анита Цой                 | Молитва                     | Е. Шакеев               | А.Саркисян, М. Гладких  |
| Батырхан Шукенов          | 20 минут до рассвета        | Е. Шакеев               | Е. Шакеев               |
| Батырхан Шукенов          | Время Любви                 | Е. Шакеев               | Д.Копытов               |
| Батырхан Шукенов          | Все пройдет                 | Е. Шакеев               | Е. Шакеев, Б. Шукенов   |
| Батырхан Шукенов          | Зима                        | А. Беляев               | Е. Шакеев               |
| Батырхан Шукенов          | Кто                         | Е. Шакеев               | Д. Копытов              |
| Батырхан Шукенов          | Прости и прощай             | Е. Шакеев               | Д. Копытов              |
| Батырхан Шукенов          | Ревнивая                    | Е. Шакеев               | В. Ковалев              |
| Батырхан Шукенов          | Слышишь сердце              | А. Беляев               | Е. Шакеев               |
| Батырхан Шукенов          | Твои шаги                   | Е. Шакеев               | В. Ковалев              |
| Батырхан Шукенов          | Чужие-родные                | Е. Шакеев               | А. Волк                 |
| Батырхан Шукенов          | Я тебя рисую                | А. Беляев               | Е. Шакеев               |
| Лайма Вайкуле             | Это счастье                 | Е. Шакеев               | Е. Шакеев               |
| Лайма Вайкуле             | Мартовский вечер            | А. Беляев               | А. Беляев               |
| Ялла                      | Город над рекой             | Е. Шакеев               | Ф. Закиров              |
| Еркеш Шакеев              | Люби меня                   | Е. Шакеев               | Е. Шакеев               |
| Еркеш Шакеев              | Между нами                  | Е. Шакеев               | Е. Шакеев               |
| Еркеш Шакеев              | Не забывай                  | Е. Шакеев               | Е. Шакеев, В. Ковалев   |
| Еркеш Шакеев              | Никому тебя я не отдам      | Е. Шакеев               | Е. Шакеев               |
| Еркеш Шакеев              | Радиоветер                  | Е. Шакеев               | Е. Шакеев               |
| Еркеш Шакеев              | Свет                        | Е. Шакеев               | Д. Копытов              |
| Еркеш Шакеев              | Я возвращаюсь               | Е. Шакеев               | Е. Шакеев               |
| Еркеш Шакеев              | Вороны                      | Е. Шакеев               | Е. Шакеев               |
| Еркеш Шакеев              | Воскресенье                 | Е. Шакеев               | Е. Шакеев               |
| Еркеш Шакеев              | Дорогая                     | Е. Шакеев               | Е. Шакеев               |
| Еркеш Шакеев              | Друзьям                     | Е. Шакеев               | Е. Шакеев               |
| Еркеш Шакеев              | Королева зимы               | Е. Шакеев               | Е. Шакеев               |
| Еркеш Шакеев              | Лихорадка                   | Е. Шакеев               | Е. Шакеев               |
| Еркеш Шакеев              | Представление               | Е. Шакеев               | Е. Шакеев               |
| Еркеш Шакеев              | Скорый поезд                | Е. Шакеев               | Е. Шакеев               |
| Еркеш Шакеев              | Там где я                   | Е. Шакеев               | Е. Шакеев               |
| Еркеш Шакеев              | В календаре Любви           | Е. Шакеев               | Е. Шакеев               |
| Еркеш Шакеев              | Вместе быть с тобой         | Е. Шакеев               | Е. Шакеев               |
| Еркеш Шакеев              | Дождь                       | Е. Шакеев               | Е. Шакеев               |
| Еркеш Шакеев              | Жди меня                    | Е. Шакеев               | Е. Шакеев               |
| Еркеш Шакеев              | Золото твоих волос          | Е. Шакеев               | Е. Шакеев               |
| Еркеш Шакеев              | Розы на снегу               | Е. Шакеев               | Е. Шакеев               |
| Еркеш Шакеев              | Солнце печали               | Е. Шакеев               | Е. Шакеев               |
| Еркеш Шакеев              | Только ты                   | Е. Шакеев               | Е. Шакеев               |
| Еркеш Шакеев              | Солнце печали               | Е. Шакеев               | Е. Шакеев               |
| Еркеш Шакеев              | Новый год                   | Е. Шакеев               | Е. Шакеев               |
| Еркеш Шакеев              | Снег разлуки                | Е. Шакеев               | Е. Шакеев               |
| Еркеш Шакеев              | Аэропорт                    | Е. Шакеев               | Е. Шакеев               |
| Еркеш Шакеев              | Как часто во сне            | Е. Шакеев               | Е. Шакеев               |
| Еркеш Шакеев              | Килиманджаро                | Е. Шакеев               | Е. Шакеев               |
| Еркеш Шакеев              | Лунная дорожка              | Е. Шакеев               | Е. Шакеев               |
| Еркеш Шакеев              | Любовь моя                  | Е. Шакеев               | Е. Шакеев               |
| Еркеш Шакеев              | Мама                        | Е. Шакеев               | Е. Шакеев               |
| Еркеш Шакеев              | Наши юные деньки            | Е. Шакеев               | Е. Шакеев               |
| Еркеш Шакеев              | Новый год                   | Е. Шакеев               | Е. Шакеев               |
| Еркеш Шакеев              | Осень снов                  | Е. Шакеев               | Е. Шакеев               |
| Еркеш Шакеев              | Светлые годы                | Е. Шакеев               | Е. Шакеев               |
| Еркеш Шакеев              | Школьный вальс              | Е. Шакеев               | Е. Шакеев               |
| Еркеш Шакеев              | Я оставил тебя              | Е. Шакеев               | Е. Шакеев               |
| Еркеш Шакеев              | Беда                        | Е. Шакеев               | Е. Шакеев               |
| Еркеш Шакеев              | Бродяга ветер               | Е. Шакеев               | Е. Шакеев               |
| Еркеш Шакеев              | В хрустальном замке         | Е. Шакеев               | Е. Шакеев               |
| Еркеш Шакеев              | Высота                      | Е. Шакеев               | Е. Шакеев               |
| Еркеш Шакеев              | Дальняя дорога              | Е. Шакеев               | Е. Шакеев               |
| Еркеш Шакеев              | Детство убежало             | Е. Шакеев               | Е. Шакеев               |
| Еркеш Шакеев              | Люди говорят                | Е. Шакеев               | Е. Шакеев               |
| Еркеш Шакеев              | Между нами                  | Е. Шакеев               | Е. Шакеев               |
| Еркеш Шакеев              | Мой вокзал                  | Е. Шакеев               | Е. Шакеев               |
| Еркеш Шакеев              | На Севере Дальнем           | Е. Шакеев               | Е. Шакеев               |
| Еркеш Шакеев              | Печальное утро              | Е. Шакеев               | Е. Шакеев               |
| Еркеш Шакеев              | Полшага до себя             | Е. Шакеев               | Е. Шакеев               |
| Еркеш Шакеев              | Прощайте, ребята!           | Е. Шакеев               | Е. Шакеев               |
| Еркеш Шакеев              | Раскрывается небо           | Е. Шакеев               | Е. Шакеев               |
| Еркеш Шакеев              | С Днем рождения, друг!      | Е. Шакеев               | Е. Шакеев               |
| Еркеш Шакеев              | Слова                       | Е. Шакеев               | Е. Шакеев               |
| Еркеш Шакеев              | Тревожное небо              | Е. Шакеев               | Е. Шакеев               |
| Еркеш Шакеев              | Турецкий юбилей             | Е. Шакеев               | Е. Шакеев               |
| Еркеш Шакеев              | Я Ваш поклонник             | Е. Шакеев               | Е. Шакеев               |
| Еркеш Шакеев              | Я погиб вчера               | Е. Шакеев               | Е. Шакеев               |
| Еркеш Шакеев              | 1989 год Силует             | Е. Шакеев               | Р.Даукаев               |
| Дуэт Мюзикола             | Девочка в платьице белом    | Е. Шакеев               | Б. Сыздыков             |
| Дуэт Мюзикола             | Я не луна                   | Е. Шакеев               | Б. Сыздыков             |
| Дуэт Мюзикола             | Розовый рассвет             | Е. Шакеев               | Б. Сыздыков             |
| Дуэт Мюзикола             | Прощай                      | Е. Шакеев               | К. Абдуллина            |
| Дуэт Л                    | Love story                  | Е. Шакеев               | Е. Шакеев               |
| Дуэт Л                    | Алма-Ата                    | Е. Шакеев               | Е. Шакеев               |
| Дуэт Л                    | Ариведерчи                  | Е. Шакеев               | Е. Шакеев               |
| Дуэт Л, группа Восток     | Донна Осень                 | Е. Шакеев               | Е. Шакеев               |
| Дуэт Л                    | Донна Осень                 | Е. Шакеев               | Е. Шакеев               |
| Дуэт Л                    | Не жди меня                 | Е. Шакеев               | Е. Шакеев               |
| Дуэт Л                    | Твои глаза                  | Е. Шакеев               | Е. Шакеев               |
| Парвиз Назаров            | Крестная мать               | Е. Шакеев               | Е. Шакеев               |
| Парвиз Назаров            | Мерси                       | А. Беляев               | Е. Шакеев               |
| Парвиз Назаров            | Ты далеко                   | А. Беляев               | Е. Шакеев               |
| Неизвестно                | Небо голубое                | Е. Шакеев               | Е. Шакеев               |
| Звезды Казахстана         | Новый год                   | Е. Шакеев               | Е. Шакеев               |
| Юлиан                     | Старая флейта               | А. Беляев               | Е. Шакеев               |
| Звезды Казахстана         | Новый год                   | Е. Шакеев               | Е. Шакеев               |
| Звезды Казахстана         | Счастливая жизнь            | А. Беляев               | Е. Шакеев               |
| Мордали                   | Ты для меня                 | Е. Шакеев               | Е. Шакеев               |
| Группа Асыл               | Кирлеме менин журегим       | Е. Аскаров              | Е. Шакеев               |
| Н. Бимурзин               | Я тебя люблю                | Е. Шакеев               | Е. Шакеев               |
| Роза Рымбаева             | Будем вместе мы             | Е. Шакеев               | Т. Сарлбаев             |
| Шико                      | Тихий вечер                 | А. Беляев               | Е. Шакеев               |
| Тауматау                  | Астана                      | Е. Шакеев               | Е. Шакеев               |
| Тамшылар                  | Королева                    | Е. Шакеев               | Е. Шакеев               |
| Нурлан Абдуллин           | Цвети, моя земля!           | Е. Шакеев               | Е. Шакеев               |
| Жулдыз                    | Мой ангел                   | Р. Буркитбаева          | Е. Шакеев               |
| Жулдыз                    | Вместе быть с тобой         | Е. Шакеев               | Е. Шакеев               |
| Жулдыз                    | Друзьям                     | Е. Шакеев               | Е. Шакеев               |
| Жулдыз                    | Колыбельная                 | Е. Шакеев               | Е. Шакеев               |
| Жулдыз                    | Мама                        | Е. Шакеев               | Е. Шакеев               |
| Жулдыз                    | Птицы                       | Е. Шакеев               | Е. Шакеев               |
| Жулдыз                    | Ты помни                    | Р. Буркитбаева          | Е. Шакеев               |
| Жулдыз                    | Цветы                       | Р. Буркитбаева          | Е. Шакеев               |
| Жулдыз                    | Чаинки                      | Р. Буркитбаева          | Е. Шакеев               |
| Жулдыз                    | Балалык кундер              | Р. Заитов               | Е. Шакеев               |
| K-Rim                     | Бокс                        | Неизвестно              | Неизвестно              |
| K-Rim                     | Ты для меня                 | Е. Шакеев               | Е. Шакеев               |
| K-Rim                     | Ты для меня Remix           | Е. Шакеев               | Е. Шакеев               |
| Группа Рахат Лукум        | Белый снег                  | Е. Шакеев               | Е. Шакеев               |
| Группа Рахат Лукум        | Любовь- огонь               | А. Беляев               | Е. Шакеев               |
| Группа Рахат Лукум        | Танцы с тенью               | Е. Шакеев               | Е. Шакеев               |
| Группа101                 | Сердце под прицелом         | Е. Шакеев               | Е. Шакеев               |
| Иван Бреусов              | Аэропорт                    | Е. Шакеев               | Е. Шакеев               |
| Иван Бреусов              | Она не такая                | Е. Шакеев               | Е. Шакеев               |
| Иван Бреусов              | Я обещаю                    | Е. Шакеев               | Е. Шакеев               |
| Динара Султан             | Найди меня                  | Е. Шакеев               | Е. Шакеев               |
| Динара Султан             | Энергия любви               | Е. Шакеев               | Е. Шакеев               |
| Динара Султан             | Это была любовь             | Е. Шакеев               | Е. Шакеев               |
| Нагима Ескалиева          | Прости меня                 | Е. Шакеев               | Т. Кажгалиев            |
| Нагима Ескалиева          | Первое утро столицы         | Неизвестно              | Б. Исаев                |
| Рахат Турлыханов          | Day Light Between Us        | Б. Пини                 | Е. Шакеев               |
| Рахат Турлыханов          | Акку                        | Неизвестно              | Е. Шакеев               |
| Рахат Турлыханов          | Асыл аже                    | А. Асылбек              | Е. Шакеев               |
| Рахат Турлыханов          | Бумажный пароход            | Е. Шакеев               | Е. Шакеев               |
| Рахат Турлыханов          | Жди меня, любимая           | Е. Шакеев               | Е. Шакеев               |
| Рахат Турлыханов          | Звездные ночи               | Е. Шакеев               | Е. Шакеев               |
| Рахат Турлыханов          | Зимние ливни                | Е. Шакеев               | Е. Шакеев               |
| Рахат Турлыханов          | На берегу реки              | Е. Шакеев               | Е. Шакеев               |
| Рахат Турлыханов          | Первая любовь               | Е. Шакеев               | Е. Шакеев               |
| Рахат Турлыханов          | Я приду                     | Е. Шакеев               | Е. Шакеев               |
| Толкын Забирова           | Ардагым                     | Ш. Сариев               | Е. Шакеев               |
| Толкын Забирова           | Городские фонтаны           | Е. Шакеев               | Е. Шакеев               |
| Толкын Забирова           | Горькая любовь              | Е. Шакеев               | Е. Шакеев               |
| Толкын Забирова           | День за днем                | Е. Шакеев               | Е. Шакеев               |
| Толкын Забирова           | Детский сон                 | Е. Шакеев, А. Чичкин    | Е. Шакеев               |
| Толкын Забирова           | Елисейские поля             | А. Юлдашходжаев         | Е. Шакеев               |
| Толкын Забирова           | Жамбыр                      | Ш. Сариев               | Е. Шакеев               |
| Толкын Забирова           | Летняя ночь                 | Е. Шакеев               | Е. Шакеев               |
| Толкын Забирова           | Не покидай меня             | Е. Шакеев               | Е. Шакеев               |
| Толкын Забирова           | Островок Любви              | Е. Шакеев               | Е. Шакеев               |
| Толкын Забирова           | Отметут метели              | Е. Шакеев, Д. Соколова  | Е. Шакеев               |
| Толкын Забирова           | Признание                   | Е. Шакеев               | Е. Шакеев               |
| Толкын Забирова           | Прощай                      | Е. Шакеев               | Е. Шакеев               |
| Толкын Забирова           | Танго                       | Е. Шакеев               | Е. Шакеев, С. Соколов   |
| Еркин Калиев              | Алма-Ата                    | Е. Шакеев               | Е. Шакеев               |
| Еркин Калиев              | Высота                      | Е. Шакеев               | Е. Шакеев               |
| Еркин Калиев              | Ночь                        | Е. Шакеев               | Е. Шакеев               |
| Еркин Калиев              | Полшага до себя             | Е. Шакеев               | Е. Шакеев               |
| Айжан Нурмагамбетова      | Фарфоровая свадьба          | А. Беляев               | Е. Шакеев               |
| Айжан Нурмагамбетова      | Сен менін жалгыз сынарымсын | А. Беляев               | Е. Шакеев               |
| Айжан Нурмагамбетова      | Ты единственный мой мужчина | А. Беляев               | Е. Шакеев               |
| Айжан Нурмагамбетова      | Я никогда не состарюсь      | А. Беляев               | Е. Шакеев               |
| Анара Айтжанова           | Два ангела                  | Е. Шакеев               | Е. Шакеев               |
| Анара Айтжанова           | Душа муз                    | Е. Шакеев               | Е. Шакеев               |
| Анара Айтжанова           | Если ты уйдешь              | Е. Шакеев               | Е. Шакеев               |
| Анара Айтжанова           | Люблю тебя                  | Е. Шакеев               | Е. Шакеев               |
| Анара Айтжанова           | Я не одна                   | Е. Шакеев               | Е. Шакеев               |
| Б. Исаев                  | Бир ару                     | Ш. Сариев               | Е.Шакеев                |
| Б. Исаев                  | Кариялар                    | Ш. Сариев               | Е. Шакеев               |
| Б. Исаев                  | Рэгги                       | Е. Шакеев               | Е. Шакеев               |
| Б. Исаев                  | Синяя птица                 | Е. Шакеев               | Е. Шакеев               |
| Б. Исаев                  | Узник мечты                 | Е. Шакеев               | Е. Шакеев               |
| Икан                      | Айгуль                      | А. Асылбек              | Е. Шакеев               |
| Икан                      | Айрыкша                     | А. Асылбек              | Е. Шакеев               |
| Икан                      | Алматы-Астана               | Е. Шакеев               | Е. Шакеев               |
| Икан                      | Аул                         | А. Асылбек              | Е. Шакеев               |
| Икан                      | Жадные руки дождя           | Е. Шакеев               | Е. Шакеев               |
| Икан                      | За рекою цитата             | Е. Шакеева              | Е. Шакеева              |
| Икан                      | Зима                        | Е. Шакеев               | Е. Шакеев               |
| Икан                      | Знаю                        | Е. Шакеев               | Е. Шакеев               |
| Икан                      | Кыздар                      | А. Асылбек              | Е. Шакеев               |
| Икан                      | Лавина Любви                | Е. Шакеев               | Е. Шакеев               |
| Икан                      | Мария                       | Е. Шакеев               | Е. Шакеев               |
| Икан                      | Медовый месяц               | Е. Шакеев               | Е. Шакеев               |
| Икан                      | Не желай                    | Е. Шакеев               | Е. Шакеев               |
| Икан                      | Свадебные цветы             | Е. Шакеев               | Е. Шакеев               |
| Икан                      | Спорт                       | Е. Шакеев               | Е. Шакеев               |
| Икан                      | Спорт-борьба                | Е. Шакеев               | Е. Шакеев               |
| Икан                      | Тлек                        | А. Асылбек              | Е. Шакеев               |
| Икан                      | Чемпионы                    | Е. Шакеев               | Е. Шакеев               |
| Икан                      | Я вернусь                   | Е. Шакеев               | Е. Шакеев               |
| Икан                      | Я тебя люблю                | Е. Шакеев               | Е. Шакеев               |
| Икан                      | Близские люди               | Е. Шакеев               | Е. Шакеев               |
| Звезды Казахстана         | Азиада                      | Е. Шакеев, К. Сапарбаев | Е. Шакеев               |
| Т.Забирова, Р. Нуржигитов | Гимн Академии каратэ        | Е. Шакеев               | Е. Шакеев               |
| М. Исабекова              | Альянс полис                | Е. Шакеев               | Е. Шакеев               |
| В. Ступин                 | Астана-Моторс               | Е. Шакеев               | Е. Шакеев               |
| Звезды Казахстана         | Гимн БТА                    | Е. Шакеев               | Е. Шакеев               |
| Звезды Казахстана         | Гимн Казахтелеком           | Е. Шакеев, А. Асылбек   | Е .Шакеев               |
| Звезды Казахстана         | Кулагер                     | Е. Шакеев, А. Асылбек   | Е. Шакеев               |
| Туйгун Тлямов             | Офицеры дорог               | Е. Шакеев               | Е. Шакеев               |
| Звезды Казахстана         | Песня нефтяников            | Е. Шакеев               | Е.Шакеев                |
| Звезды Казахстана         | Родина моя                  | Е. Шакеев, К. Сапарбаев | Е. Шакеев               |
| Сестры Есимовы и Лидо     | С Днем рождения, папа!      | Е. Шакеев               | Е. Шакеев               |
| Мюзикола                  | Фудмастер                   | С. Сейфуллин            | Е. Шакеев               |
| В. Ступин                 | Чимкент                     | Е. Шакеев, К. Сапарбаев | Е. Шакеев               |
| Отсутствует               | Кинопарк джингл             | Е. Шакеев               | Е. Шакеев               |
| Д. Шарапова               | Гимн Фиделити               | Е. Шакеев               | Е. Шакеев               |
| Д. Шарапова               | Фиделити джингл             | Е. Шакеев               | Е. Шакеев               |
| Дайана                    | Ангелы                      | Е. Шакеев               | Р.Даукаев               |
| Дайана                    | Анда санда                  | А. Асылбек              | Е. Шакеев               |
| Дайана                    | Глория                      | Е. Шакеев               | Е. Шакеев               |
| Дайана                    | Не было                     | Е. Шакеев               | Е. Шакеев               |
| Дайана                    | Прилетай                    | Е. Шакеев               | Е. Шакеев               |
| А. Жорабаева              | Sol Bir Tun                 | А. Беляев               | Е. Шакеев               |
| Р. Токтахунов             | Аэропорт                    | Е. Шакеев               | Е. Шакеев               |
| Ж .Саттарова              | Зателефонились              | А. Беляев               | Е. Шакеев               |
| Диана Шарапова            | Леди Весна                  | Е. Шакеев               | Е. Шакеев               |
| Ж. Омарова                | Маленький дом               | Е. Шакеев               | Е. Шакеев               |
| Группа Релакс             | Метели                      | Е. Шакеев               | Е. Шакеев               |
| Н. Бимурзин               | Не расставайся              | Е. Шакеев               | Е. Шакеев               |